# Liga SEHA (2016/2017)
Liga SEHA 2016/2017 – 6. sezon Ligi SEHA, rozegrany pomiędzy 30 sierpnia 2016 a 9 kwietnia 2017. Uczestniczyło w nim 10 drużyn z: Białorusi, Bośni i Hercegowiny, Chorwacji, Macedonii, Słowacji, Słowenii i Węgier.
W sezonie zasadniczym każda z drużyn rozegrała 18 meczów. Najlepszy okazał się macedoński Wardar Skopje, który odniósł 15 zwycięstw, zanotował dwa remisy i poniósł jedną porażkę (bilans bramek: 599–510; najlepszy atak w sezonie zasadniczym). Na 2. miejscu, ze stratą trzech punktów do zwycięzcy, uplasowało się węgierskie Veszprém KSE. 3. pozycję zajął białoruski Mieszkow Brześć, który w ostatnim spotkaniu sezonu zasadniczego, rozegranym 16 marca 2017, pokonał RK Zagrzeb 31:25 (przed tym meczem brzeska drużyna zajmowała w tabeli 5. miejsce). Czwartym zespołem, który zakwalifikował się do Final Four, był chorwacki RK Zagrzeb. O wejście do najlepszej czwórki rozgrywek rywalizował również debiutujący w Lidze SEHA słoweński RK Celje, który do czwartego RK Zagrzeb stracił punkt.
W rozegranym 7 i 9 kwietnia 2017 w Brześciu Final Four zwyciężył Vardar Skopje, który w meczu finałowym pokonał 26:21 Veszprém KSE. W spotkaniu o 3. miejsce Mieszkow Brześć wygrał 23:19 z RK Zagrzeb.
Najlepszym zawodnikiem sezonu 2016/2017 został wybrany 20-letni Blaž Janc z RK Celje, który został również królem strzelców rozgrywek (zdobył 110 goli).

## Sezon zasadniczy
| Lp. | Drużyna          | M  | Mecze | Mecze | Mecze | Bramki | Bramki | Bramki | Pkt | Uwagi               |
| Lp. | Drużyna          | M  | W     | R     | P     | +      | −      | +/−    | Pkt | Uwagi               |
| --- | ---------------- | -- | ----- | ----- | ----- | ------ | ------ | ------ | --- | ------------------- |
| 1.  | Wardar Skopje    | 18 | 15    | 2     | 1     | 599    | 510    | +89    | 47  | Awans do Final Four |
| 2.  | Veszprém KSE     | 18 | 14    | 2     | 2     | 521    | 458    | +63    | 44  | Awans do Final Four |
| 3.  | Mieszkow Brześć  | 18 | 11    | 2     | 5     | 552    | 500    | +52    | 35  | Awans do Final Four |
| 4.  | RK Zagrzeb       | 18 | 11    | 1     | 6     | 496    | 469    | +27    | 34  | Awans do Final Four |
| 5.  | RK Celje         | 18 | 11    | 0     | 7     | 561    | 545    | +16    | 33  |                     |
| 6.  | RK Velenje       | 18 | 6     | 0     | 12    | 501    | 520    | −19    | 18  |                     |
| 7.  | RK Nexe          | 18 | 5     | 3     | 10    | 493    | 523    | −30    | 18  |                     |
| 8.  | Metalurg Skopje  | 18 | 5     | 2     | 11    | 453    | 472    | −19    | 17  |                     |
| 9.  | Tatran Preszów   | 18 | 4     | 1     | 13    | 469    | 548    | −79    | 13  |                     |
| 10. | Izviđač Ljubuški | 18 | 1     | 1     | 16    | 503    | 603    | −100   | 4   |                     |

## Final Four
|  |                 |                 |              |                   |    |               |               |       |
|  | Półfinały       | Półfinały       | Półfinały    |                   |    | Finał         | Finał         | Finał |
|  | Półfinały       | Półfinały       | Półfinały    |                   |    | Finał         | Finał         | Finał |
|  | 7 kwietnia 2016 |                 |              |                   |    |               |               |       |
|  |                 |                 |              |                   |    |               |               |       |
|  | Wardar Skopje   | Wardar Skopje   | 36           |                   |    |               |               |       |
|  | Wardar Skopje   | Wardar Skopje   | 36           | 9 kwietnia 2016   |    |               |               |       |
|  | RK Zagrzeb      | RK Zagrzeb      | 28           |                   |    |               |               |       |
|  | RK Zagrzeb      | RK Zagrzeb      | 28           |                   |    | Wardar Skopje | Wardar Skopje | 26    |
|  | 7 kwietnia 2016 |                 |              |                   |    | Wardar Skopje | Wardar Skopje | 26    |
|  |                 |                 | Veszprém KSE | Veszprém KSE      | 21 |               |               |       |
|  | Veszprém KSE    | Veszprém KSE    | Veszprém KSE | Veszprém KSE      | 21 | 33            |               |       |
|  | Veszprém KSE    | Veszprém KSE    |              |                   |    |               |               |       |
|  | Mieszkow Brześć | Mieszkow Brześć | 31           |                   |    |               |               |       |
|  | Mieszkow Brześć | Mieszkow Brześć | 31           | Mecz o 3. miejsce |    |               |               |       |
|  |                 |                 |              |                   |    |               |               |       |
|  | 9 kwietnia 2016 |                 |              |                   |    |               |               |       |
|  |                 |                 |              |                   |    |               |               |       |
|  | Mieszkow Brześć | Mieszkow Brześć | 23           |                   |    |               |               |       |
|  | Mieszkow Brześć | Mieszkow Brześć | 23           |                   |    |               |               |       |
|  | RK Zagrzeb      | RK Zagrzeb      | 19           |                   |    |               |               |       |
|  | RK Zagrzeb      | RK Zagrzeb      | 19           |                   |    |               |               |       |

### Półfinały
| 7 kwietnia 201717:30 | Wardar Skopje | 36:28(19:12) | RK Zagrzeb      | Pałac Sportu „Victoria” im. A.P. Mieszkowa w Brześciu Widzów: 2700 |
| 7 kwietnia 201717:30 | Ivan Čupić 8  | 36:28(19:12) | 8 Zlatko Horvat | Pałac Sportu „Victoria” im. A.P. Mieszkowa w Brześciu Widzów: 2700 |
| 7 kwietnia 201717:30 | 7×            | 36:28(19:12) | 5×              | Pałac Sportu „Victoria” im. A.P. Mieszkowa w Brześciu Widzów: 2700 |

| 7 kwietnia 201720:00 | Veszprém KSE | 33:31 (pd.)(14:14, 29:29) | Mieszkow Brześć    | Pałac Sportu „Victoria” im. A.P. Mieszkowa w Brześciu Widzów: 3325 |
| 7 kwietnia 201720:00 | Momir Ilić 7 | 33:31 (pd.)(14:14, 29:29) | 9 Rastko Stojković | Pałac Sportu „Victoria” im. A.P. Mieszkowa w Brześciu Widzów: 3325 |
| 7 kwietnia 201720:00 | 4×           | 33:31 (pd.)(14:14, 29:29) | 4×                 | Pałac Sportu „Victoria” im. A.P. Mieszkowa w Brześciu Widzów: 3325 |

### Mecz o 3. miejsce
| 9 kwietnia 201717:30 | Mieszkow Brześć    | 23:19(14:10) | RK Zagrzeb                             | Pałac Sportu „Victoria” im. A.P. Mieszkowa w Brześciu Widzów: 3375 |
| 9 kwietnia 201717:30 | Rastko Stojković 4 | 23:19(14:10) | 5 Zlatko Horvat · 5 Dobrivoje Marković | Pałac Sportu „Victoria” im. A.P. Mieszkowa w Brześciu Widzów: 3375 |
| 9 kwietnia 201717:30 | 1×                 | 23:19(14:10) | 2×                                     | Pałac Sportu „Victoria” im. A.P. Mieszkowa w Brześciu Widzów: 3375 |

### Finał
| 9 kwietnia 201720:00 | Wardar Skopje                     | 26:21(11:11) | Veszprém KSE | Pałac Sportu „Victoria” im. A.P. Mieszkowa w Brześciu Widzów: 2750 |
| 9 kwietnia 201720:00 | Joan Cañellas 5 · Timur Dibirow 5 | 26:21(11:11) | 5 Momir Ilić | Pałac Sportu „Victoria” im. A.P. Mieszkowa w Brześciu Widzów: 2750 |
| 9 kwietnia 201720:00 | 4×                                | 26:21(11:11) | 4×           | Pałac Sportu „Victoria” im. A.P. Mieszkowa w Brześciu Widzów: 2750 |

### Najlepsza siódemka Final Four
Najlepszym zawodnikiem Final Four został wybrany Hiszpan Joan Cañellas z Vardaru Skopje. W najlepszej siódemce Final Four znaleźli się:
- bramkarz: Mirko Alilović (Veszprém KSE)
- lewoskrzydłowy: Timur Dibirow (Vardar Skopje)
- prawoskrzydłowy: Ivan Čupić (Vardar Skopje)
- obrotowy: Andreas Nilsson (Veszprém KSE)
- lewy rozgrywający: Vuko Borozan (Vardar Skopje)
- środkowy rozgrywający: Joan Cañellas (Vardar Skopje)
- prawy rozgrywający: Dainis Krištopāns (Mieszkow Brześć)
- obrońca: László Nagy (Veszprém KSE)[11]

## Najlepsza siódemka sezonu
Najlepszym zawodnikiem sezonu 2016/2017 w Lidze SEHA został wybrany Słoweniec Blaž Janc z RK Celje. W najlepszej siódemce sezonu znaleźli się:
- bramkarz: Ivan Stevanović (RK Zagrzeb)
- lewoskrzydłowy: Timur Dibirow (Vardar Skopje)
- prawoskrzydłowy: Blaž Janc (RK Celje)
- obrotowy: Rastko Stojković (Mieszkow Brześć)
- lewy rozgrywający: Momir Ilić (Veszprém KSE)
- środkowy rozgrywający: Luka Cindrić (Vardar Skopje)
- prawy rozgrywający: Dainis Krištopāns (Mieszkow Brześć)
- obrońca: Ilija Abutović (Vardar Skopje)[5]

Najlepszym trenerem Ligi SEHA został wybrany Raúl González (Vardar Skopje), który wyprzedził w głosowaniu Branko Tamse (RK Celje) i Xaviera Sabaté (Veszprém KSE).

## Klasyfikacja strzelców
| Lp.                                                                    | Bramki | Mecze | Strzelec         | Drużyna         |
| ---------------------------------------------------------------------- | ------ | ----- | ---------------- | --------------- |
| 1.                                                                     | 110    | 16    | Blaž Janc        | RK Celje        |
| 2.                                                                     | 106    | 19    | Rastko Stojković | Mieszkow Brześć |
| 3.                                                                     | 101    | 18    | Oliver Rabek     | Tatran Preszów  |
| 4.                                                                     | 99     | 18    | Vedran Zrnić     | RK Nexe         |
| 5.                                                                     | 90     | 18    | Jakub Hrstka     | Tatran Preszów  |
| Źródło: SEHA League – 2016/2017. rukometstat.com. [dostęp 2017-04-11]. |        |       |                  |                 |